# أليخاندرا دارين
أليخاندرا دارين (بالإسبانية: Alejandra Darín)‏ هي نقابية وممثلة أرجنتينية، ولدت في 19 يونيو 1966 في بوينس آيرس في الأرجنتين.

## وصلات خارجية
- أليخاندرا دارين على موقع IMDb (الإنجليزية)